# 11294 Kazu
11294 Kazu è un asteroide della fascia principale. Scoperto nel 1992, presenta un'orbita caratterizzata da un semiasse maggiore pari a 2,2939948 UA e da un'eccentricità di 0,1528397, inclinata di 6,32169° rispetto all'eclittica.